# Leptotyphlops greenwelli
Leptotyphlops greenwelli este o specie de șerpi din genul Leptotyphlops, familia Leptotyphlopidae, descrisă de Van Stanley Bartholomew Wallach și Boundy în anul 2005. Conform Catalogue of Life specia Leptotyphlops greenwelli nu are subspecii cunoscute.